# Silence 4
Silence 4 war eine Pop-Rock-Band aus Portugal.

## Geschichte
Die Band wurde 1995 in Leiria gegründet, von David Fonseca, Tozé Pedrosa, Rui Costa und Sofia Lisboa. Nachdem sie einen Nachwuchswettbewerb 1997 gewannen, erlangten sie erstmals eine größere Aufmerksamkeit durch ihre Version von Erasures A little respect auf der Compilation Sons de Todas as Cores, neben Namen wie Sérgio Godinho, Delfins, Pedro Abrunhosa u. a. Das Lied wurde viel im Radio gespielt, sehr häufig etwa auf RDP Antena 3. 1998 unterschrieben sie einen Schallplattenvertrag bei Polygram Portugal, und veröffentlichten im gleichen Jahr ihr Debütalbum. Silence becomes it erreichte Fünffach-Platinstatus und ermöglichte ihnen eine ausgedehnte Tour durch ganz Portugal, insbesondere auf den wichtigsten Festivals und im Rahmen der Expo 98, wo sie mehrmals auftraten, etwa im Pavilhão Atlântico. Entgegen dem Wunsch der PolyGram sangen sie weiterhin überwiegend auf Englisch. Die Band begründete dies mit ihrer Vorliebe für englischsprachige Bands wie Pixies, Cocteau Twins und This Mortal Coil. Auch ihr zweites Album Only pain is real von 2000 erreichte Platin-Status.
Sie wurden mit den Globos de Ouro 1999 und 2001 ausgezeichnet.
Nach einer letzten Tour 2001 gab die Band 2002 das Ende ihres Wirkens bekannt. Den Ausschlag gab der Entschluss des Sängers David Fonseca, eine Solo-Karriere zu starten. Er wurde im Anschluss als Solokünstler ebenfalls sehr erfolgreich in Portugal.
Der erst 2004 als Doppel-CD und als DVD veröffentlichte Mitschnitt des Silence 4-Konzertes vom 19. und 20. Dezember 2000 im Coliseu dos Recreios erreichte die Charts.

## Diskografie

### Alben
| Jahr | Titel                         | Höchstplatzierung, Gesamtwochen, AuszeichnungChartsChartplatzierungen (Jahr, Titel, Platzierungen, Wochen, Auszeichnungen, Anmerkungen) | Anmerkungen                                       |
| Jahr | Titel                         | PT | Anmerkungen                                       |
| ---- | ----------------------------- | --- | ------------------------------------------------- |
| 2004 | Ao vivo: Coliseu dos Recreios | PT29 Silber · (1 Wo.)PT |                                                   |
| 2014 | Songbook 2014                 | PT2 (7 Wo.)PT |                                                   |
| 2014 | Songbook Live 2014            | PT7 (5 Wo.)PT | Erstveröffentlichung: 24. November 2014           |
| 2021 | Only Pain Is Real             | PT33 (1 Wo.)PT | Wiederveröffentlichung Erstveröffentlichung: 2000 |

Weitere Alben
- 1998: Silence Becomes It (PT: ×5Fünffachplatin )[8]
- 2000: Only Pain Is Real: The Remixes (EP)

### Videoalben
- 2004: Ao Vivo no Coliseu Dos Recreios